# Dobrinja
Dobrinja (v srbské cyrilici Добриња) je místní část metropole Bosny a Hercegoviny, Sarajeva. Nachází se v jeho jižní části. Administrativně je rozdělena na čtyři celky (A, B, C a D). Nachází se v blízkosti hranice s Republikou srbskou a mezinárodního letiště. Název má podle stejnojmenného potoka.
Na rozdíl od ostatních okolních místních částí města ji tvoří bytové bloky. Ty byly vybudovány v první polovině 80. let 20. století původně jako olympijská vesnice pro zimní olympijské hry v roce 1984. Po skončení her byly zbudovány další dvě části sídliště, kam se do roku 1990 nastěhovali první obyvatelé. Celková kapacita sídliště se pohybuje od té doby okolo 40 tisíc lidí. Během války v Bosně a Hercegovině v 90. letech 20. století byly během obléhání Sarajeva četné domy poškozeny; všechny místní školy zničeny a Dobrinja patřila k nejvíce zasaženým částem města. Po roce 1995 byla na základě Daytonské dohody ustanovena linie mezi chorvatsko-bosňáckou částí země a Republikou srbskou; RS získala některé okrajové části sídliště a ty nyní administrativně spadají pod město Istočno Sarajevo. Hranice procházela jednotlivými domy; v roce 2001 byla upravena.